# Rhizodéposition

Rhizodéposition : sécrétion de carbone dans la rhizosphère.

Influence des rhizodépôts sur les micro-organismes bénéfiques et pathogènes.

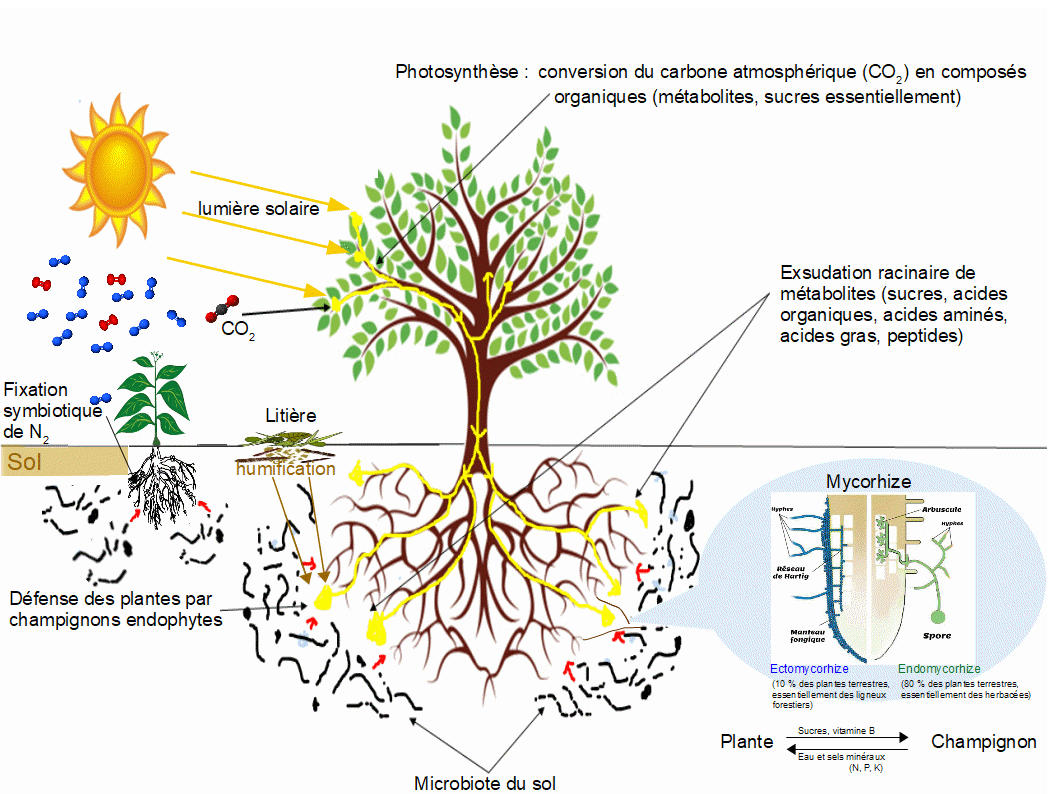
Le rôle du microbiote du sol est considérable et très varié : humification et minéralisation, mycorhization, fixation de l'azote atmosphérique, défense des plantes par champignons endophytes, rhizodéposition…

La rhizodéposition, terme inventé par le pédologue Saad Shamoot en 1968, est la mort de cellules (notamment celles de la coiffe), la fuite de molécules et surtout la sécrétion de composés organiques (cellules détachées de la racine, lysats, mucilages, exsudats, composés désignés sous le terme générique de rhizodépôts) directement dans le sol par les racines des plantes vivantes. Ces composés sont riches en carbone, et sont donc une source d'énergie essentielle pour les micro-organismes de la rhizosphère. Cette mince couche du sol qui colle aux racines contient en particulier des bactéries, protozoaires, nématodes, champignons. 

## Interaction sol-plantes et cycle du carbone
La rhizodéposition correspond en moyenne à une proportion de 5 à 15 % du carbone fixé par la plante durant la photosynthèse et peut monter pour les cas extrêmes jusqu'à 40 %. Les variations sont importantes suivant les espèces végétales et leur environnement. Ce mécanisme est essentiel à la compréhension des interactions sol-plantes. Les activités et les structures des communautés microbiennes de la rhizosphère sont ainsi considérablement affectées par rapport au reste du sol, où le carbone organique disponible peut être beaucoup moins abondant.
Le carbone organique ainsi transféré se rencontre sous la forme de petites molécules, de sucres, d'acides organiques exsudés ou excrétés, de mucilages et de cellules mortes.
Au fil de l'histoire évolutive des végétaux, le phénomène de rhizodéposition s'est maintenu malgré son coût énergétique important, ce qui suggère que l'investissement lié à la libération des rhizodépôts favorables au microbiote rhizosphérique contribue à la valeur sélective de la plante.

## Autres composés
La rhizodéposition a lieu notamment à l’apex des racines. Elle contribue à injecter des composés carbonés sur l’ensemble du profil de sol colonisé par les racines. Le processus ne concerne pas seulement le cycle biogéochimique du carbone puisque les rhizodépôts peuvent contenir des nutriments (azote (N)), des signaux moléculaires ou stimuler la minéralisation de matières organiques du sol et des nutriments (N ou phosphore (P)). La rhizodéposition est un processus pour lequel il manque encore de données quantitatives compte tenu de la difficulté de l’estimer au champ.